# Atletica leggera ai Giochi della XXIX Olimpiade - Lancio del martello femminile

Video della Finale

Ai Giochi della XXIX Olimpiade, tenutisi a Pechino nel 2008, la competizione del lancio del martello femminile si è svolta il 18 e il 20 agosto presso lo Stadio nazionale di Pechino.

## Presenze ed assenze delle campionesse in carica
| Competizione         | Atleta              | Prestazione | Pechino 2008 |
| -------------------- | ------------------- | ----------- | ------------ |
| Olimpiadi 2004       | Ol'ga Kuzenkova     | 75,02 m     | Assente      |
| Europei 2006         | Tat'jana Lysenko    | 76,67 m     | Squalif.     |
| Asiatici 2006        | Zhang Wenxiu        | 74,15 m     | Presente     |
| Coppa del mondo 2006 | Kamila Skolimowska  | 75,29 m     | Presente     |
| Panamericani 2007    | Yipsi Moreno        | 75,20 m     | Presente     |
| Mondiali 2007        | Betty Heidler       | 74,76 m     | Presente     |
|                      |                     |             |              |
| Mondiali junior 2004 | Maryia Smaliachkova | 66,81 m     | Presente     |

## Gara
Quattro atlete che durante la stagione hanno lanciato a 74 metri non superano la qualificazione: Ivana Brkljacic (Cro), Elena Konevceva (Rus), Iryna Sekačova (Ukr) e Maria Smoljačkova (il 69,22 della bielorussa è il miglior lancio di non-qualificazione di sempre). Il lato positivo è l'elevata qualità tecnica del turno di qualificazione: ben 35 atlete vanno sopra i 65 metri. Il miglior lancio appartiene a Yipsi Moreno (Cuba) con 73,92.
Finale - Al primo turno salgono in testa alla classifica Aksana Mjan'kova (Blr) e Wenxiu Zhang (Cina), con lanci di 74 metri. Nel turno successivo la cinese si migliora a 74,32 e Yipsi Moreno sale in terza posizione con 73,95.
Poi la gara entra in una fase di stanca: nei successivi due turni non succede niente. Alla quinta prova, la Moreno sale in testa alla classifica con un lancio a 74,70. La risposta della Mjan'kova è immediata: 76,34: nuovo record olimpico. All'ultimo lancio Wenxiu Zhang non va oltre 73 metri e mezzo, la Moreno si migliora ulteriormente a 75,20, ma non basta per l'oro, che va sul petto della Mjan'kova.

## Squalifica per doping
Otto anni dopo l'agenzia antidoping del CIO ha riesaminato i campioni prelevati dopo la gara sulle atlete salite sul podio. Aksana Mjan'kova, oro, è risultata positiva ad uno steroide anabolizzante. Successivamente è stata squalificata ed è stata privata della medaglia. Il nuovo podio è composto da Yipsi Moreno (oro), Zhang Wenxiu (argento) e la francese Manuela Montebrun (bronzo).

## Risultati

### Finale
Mercoledì, 20 agosto, ore 19:20, Stadio nazionale di Pechino.
| Pos | Paese       | Atleta                | Misura  | 1° lancio | 2° lancio | 3° lancio | 4° lancio | 5° lancio | 6° lancio | Note |
| --- | ----------- | --------------------- | ------- | --------- | --------- | --------- | --------- | --------- | --------- | ---- |
|     | Cuba        | Yipsi Moreno          | 75,20 m | x         | 73,95     | 72,61     | x         | 74,70     | 75,20     |      |
|     | Cina        | Zhang Wenxiu          | 74,32 m | 74,00     | 74,32     | 73,40     | 73,50     | 70,75     | 73,53     |      |
|     | Francia     | Manuela Montebrun     | 72,54 m | 67,63     | 70,55     | 70,01     | 72,54     | 71,92     | 70,63     |      |
| 4   | Polonia     | Anita Włodarczyk      | 71,56 m | 69,39     | x         | 71,56     | 70,86     | x         | x         |      |
| 5   | Italia      | Clarissa Claretti     | 71,33 m | x         | 71,33     | x         | x         | x         | x         |      |
| 6   | Slovacchia  | Martina Hrašnová      | 71,00 m | 68,28     | x         | 71,00     | x         | 70,19     | x         |      |
| 7   | Germania    | Betty Heidler         | 70,06 m | x         | x         | 70,06     | -         | -         | -         |      |
| 8   | Russia      | Elena Prijma          | 69,72 m | 69,19     | 69,72     | 67,33     | -         | -         | -         |      |
| 9   | Grecia      | Styliani Papadopoulou | 64,97 m | x         | x         | 64,97     | -         | -         | -         |      |
| 10  | Polonia     | Kamila Skolimowska    | NM      | x         | x         | x         | -         | -         | -         |      |
| dq  | Bielorussia | Aksana Mjan'kova      | 76,34 m | 74,40     | x         | 72,23     | x         | 76,34     | 51,72     |      |
| dq  | Bielorussia | Dar'ja Pčėlnik        | 73,65 m | 69,10     | 72,46     | 72,82     | 71,00     | 72,83     | 73,65     |      |